# Lingue austroasiatiche
Le lingue austroasiatiche formano una famiglia linguistica i cui idiomi sono parlati nel sud-est asiatico e in alcune regioni dell'India. È composta da un totale di 169 lingue suddivise fra due sottofamiglie: quella mon khmer e quella munda.

## Storia
Tutta l'area del sudest asiatico è caratterizzata da una notevole varietà di lingue, alcune non ancora studiate, con molti parlanti e una ricca tradizione scritta, come il thai e il lao (appartenenti alla famiglia linguistica tai kadai) e lo khmer.
La classificazione genealogica delle lingue di questa regione è tuttora una questione aperta, principalmente a causa del relativamente giovane stato della ricerca dell'area, unito alla oggettiva difficoltà di molte lingue ed a situazioni politiche e storiche (khmer rossi in Cambogia e conflitti che hanno insanguinato l'area fino a pochi anni fa). Quindi è lecito attendersi che una comprensione integrale degli idiomi compresi in quest'area possa avvenire con l'approfondimento degli studi ad essi correlati.
Ad oggi i risultati consolidati consistono nella definitiva sottrazione del thai (e delle sue lingue affini) e delle lingue miao-yao al cinese, con la scoperta del gruppo linguistico kam-sui e di altri lontanamente correlati al thai in Cina, con la definizione della famiglia kadai, e con il collegamento delle lingue mon e khmer.
Sulla base di questi risultati sono state formulate le seguenti due ipotesi di connessioni a più largo raggio:
- la prima, partendo dalla ipotesi che le lingue mon-khmer siano connesse alla piccola famiglia isolata delle lingue munda dell'India, porta alla definizione di una superfamiglia "macro-austroasiatica" comprendente anche le lingue tai kadai;
- la seconda, proposta dal linguista americano Paul Benedict, ipotizza un collegamento tra la famiglia tai kadai e quella austronesiana.

Talvolta le due ipotesi sono anche state combinate pensando ad un'unica macrofamiglia "austrica".

## Classificazione
- Lingue mon khmer
  - Lingue aslian (18)
  - Lingue mon khmer orientali (67)
  - Lingue moniche (2)
  - Lingue nicobaresi (6)
  - Lingue mon khmer settentrionali (40)
  - Lingue palyu (2)
  - Lingue viet-muong (10)
- Lingue munda
  - Lingue munda settentrionali (14)
  - Lingue munda meridionali (8)